# Zara (1929)
Zara byl italský těžký křižník stejnojmenné třídy. Během druhé světové války sloužil v italském královském námořnictvu. Křižník byl pojmenován podle města Zara (dnes Zadar) ležícím na jadranském pobřeží.

## Stavba

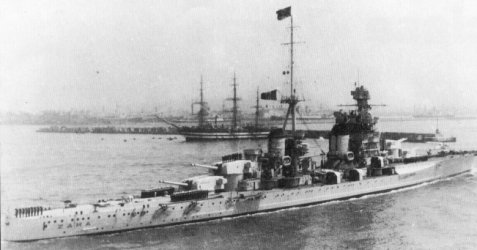
Zara

Kýl plavidla byl založen 4. červencr 1929 v italské loděnici OTO v La Spezia. Spuštěno na vodu bylo 27. dubna 1930 a jeho stavba byla dokončena 20. října 1931.

## Služba

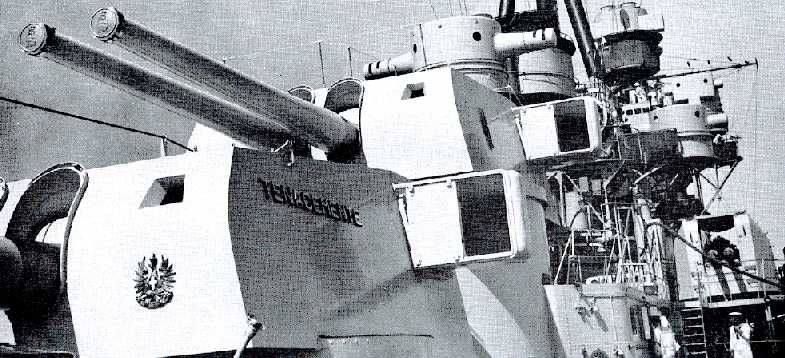
Zadní dělové věže křižníku Zara

Zara se zúčastnila občanské války ve Španělsku a hrála důležitou roli při dobytí Baskicka.
V roce červenci 1940 bojovala v bitvě u Punta Stilo a bitvě u mysu Spatha, prvního září byla v Operaci Hats a na konci září v Operaci MB 5. V listopadu téhož roku se Zara nacházel v Tarantu napadeném leteckým útokem Royal Navy.
Zara byla potopena během bitvy u Matapanu. Křižník nejprve 23. března 1941 doprovázel bitevní loď Vittorio Veneto, která byla zasažena leteckým torpédem a pomalu plula do Itálie. Těžký křižník Pola byl poškozen torpédem z britského letadla a byl donucen zastavit. Ostatní lodě pluly dál, ale v noci 29. března 1941 se Zara s dalším těžkým křižníkem Fiume a čtyřmi torpédoborci vrátily křižníku Pola na pomoc. Dostaly se však do boje se třemi britskými bitevními loděmi vybavenými radarem, které Zaru poškodily natolik, že musela být opuštěna a potopena vlastní posádkou. Těžké křižníky Pola a Fiume a dva torpédoborce byly potopeny také.